# Магнус Бру
Магнус Бру (швед. Magnus Broo; нар. 1965, Гускварна) — шведський джазовий трубач, один з лідерів відомого шведсько-норвезького гурту Atomic, учасник проекту «4 Corners, Chicago Tentet» Петера Брьотцмана, лідер власного квартету. Працює на стику сучасного джазу та фрі-джазу, чудово орієнтується в американській боповій і фрі-джазовій традиціях.

## Кар'єра
Магнус Бру виріс у містечку Вестервік, згодом жив у Вісбю. Вперше взяв участь в аматорському колективі Oskarshamn big band в 14 річному віці, в якому його вчитель Боб Гендерс грав на тромбоні.
У 1984—1990 навчався в Університеті штату Техас (North Texas State University). Після повернення до Швеції (в Стокгольм) він грав з 1991 до 1999 в гурті «Fredrik Noren's Band» і в оркестрі Леннарта Оберга.
У 1995 році він був запрошений до запису альбому норвезького композитора і піаніста Яна Валлгрена Raga, Bebop and Anything . Працював з саксофоністом Ларсом Гулікссоном.
Бру орієнтується в основному на фрі-джаз в стилі гурту американського джазового саксофоніста і композитора Орнетта Коулмана зразка 1960-х років. В 1999 зі своїм власним квартетом записав два альбоми на Dragon Records. Він також працював із джаз-оркестром Стокгольма, норвезькою групою Atomic, з 2000 року з «Фредрік Нордстрьом квінтет».
Під час співробітництва з Кеном Вандермарком (США) у проекті «Resonance Project» виступав в Україні, в тому числі з українськими музикантами (зокрема, з Марком Токарем): у листопаді 2007 у Києві, у жовтні 2009 — у Запоріжжі.

## Дискографія
- Sudden Joy (Dragon, 1999)
- Levitaton (Dragon, 2001)
- Sugarpromise (Moseroble, 2003)
- Painbody (2008).